# Cantone di Évreux-Est
Il Cantone di Évreux-Est era una divisione amministrativa dell'arrondissement di Évreux.
A seguito della riforma approvata con decreto del 25 febbraio 2014, che ha avuto attuazione dopo le elezioni dipartimentali del 2015, è stato soppresso.

## Composizione
Comprendeva parte della città di Évreux e i comuni di
- Fauville
- Fontaine-sous-Jouy
- Gauciel
- Huest
- Jouy-sur-Eure
- Miserey
- Saint-Vigor
- Sassey
- La Trinité
- Le Val-David
- Le Vieil-Évreux